# SC 250
La SC 250 era una bomba a caduta libera progettata per essere impiegata da parte della Luftwaffe nella seconda guerra mondiale. Era la bomba da 250 kg di dotazione standard di molti velivoli che operarono per la Germania nazista ed essendo sprovvista di sistemi di guida o di freno aerodinamico, arrivava sul bersaglio "in caduta libera".
Apparteneva alla famiglia di bombe d'aereo "SC", dal tedesco Sprengbombe Cylindrisch - (bomba detonante cilindrica).

## Versioni
- Tipo 1

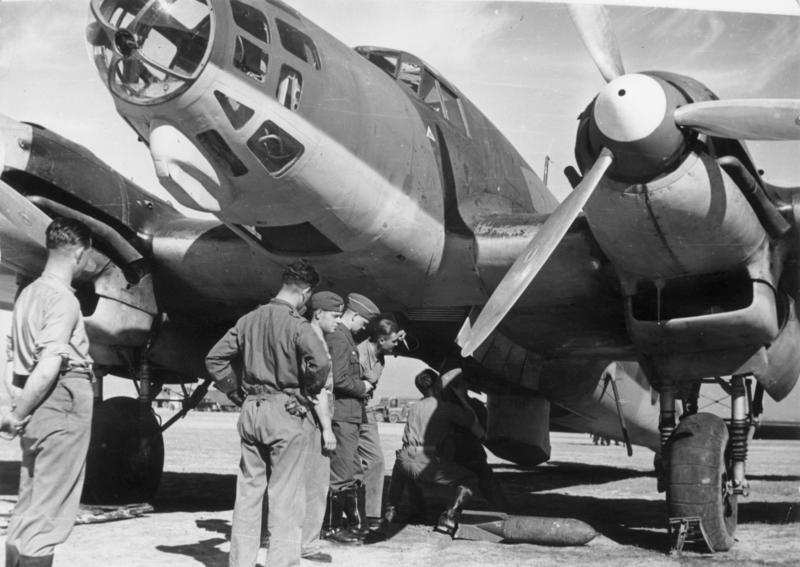
Un Heinkel He 111 E-1 della Legione Condor, riconoscibile dal caratteristico muso a gradino, nell'operazione di rimunizionamento del vano bombe. Gli addetti caricano le SC 250 in posizione verticale con l'ogiva verso l'alto.

  - J: costruzione in un singolo pezzo di acciaio forgiato.
  - L: costruzione lavorato da un singolo tubo di acciaio.
  - L2: costruzione in due parti, la testata in acciaio forgiato e il corpo lavorato da un tubo di acciaio.
- Tipo 2
  - J: costruzione in due pezzi, entrambi in acciaio forgiato.
- Tipo 3
  - J: costruzione in tre pezzi, testata in acciaio forgiato, corpo ricavato da un tubo di acciaio e coda in acciaio forgiato.
  - B: costruzione in tre pezzi, testata realizzata in fusione di acciaio, corpo lavorato da un tubo di acciaio e coda in acciaio ribattuto.
  - K: costruzione in tre pezzi, testata realizzata in acciaio indurito, corpo lavorato da un tubo di acciaio e coda realizzata in fusione di acciaio.

### Lista di bombe tipo SC
| Nome               | peso(kg)      | diametro (mm) | lunghezza (mm) | lunghezza del corpo bomba (mm) | esplosivo (kg) |
| ------------------ | ------------- | ------------- | -------------- | ------------------------------ | -------------- |
| SC 50              | 50 (+/- 4)    | 200           | 1100           | 766                            | 25             |
| SC 100 it          | 100           |               |                |                                | 47–50          |
| SC 250             | 250 (+/- 12)  | 368           | 1640           | 1173                           | 125            |
| SC 500             | 500 (+/- 20)  | 470           | 2010           | 1432                           | 260            |
| SC 500 J           | 500           | 470           | 1975           |                                | 245            |
| SC 1000 "Herrmann" | 1027 (+/- 34) | 654           | 2580           | 1678                           | 530–590        |
| SC 1200            | 1117          | 650           | 2781           | 1905                           | 631            |
| SC 1800 "Satan"    | 1832 (+/- 65) | 660           | 3500           | 2674                           | 1000–1100      |
| SC 2000            | 2000          | 660           | 3500           |                                | 1200           |
| SC 2500 "Max"      | 2450          | 829           | 3895           |                                | 1700           |

### Galleria d'immagini
- Foto di un carico di quattro SC 250 situate nelle gondole subalari di uno Junkers Ju 88 A-6
- Foto di una SC 250 appartenente ad un collezionista (JPG), su millsgrenades.co.uk.